# 和平塔 (渥太華)
和平塔（英語：Peace Tower），或称胜利和和平塔（Tower of Victory and Peace）位于加拿大首都渥太华，是国会山庄中央大楼的中轴的一座钟楼。1916年中央大楼火灾之后，这种新修的钟楼替代了原来的维多利亚塔（Victoria Tower）。和平塔被认为是加拿大国家象征之一，在二十加元的纸币上出现。